# Niedergaul
Niedergaul ist eine Ortschaft von Wipperfürth im Oberbergischen Kreis im Regierungsbezirk Köln in Nordrhein-Westfalen (Deutschland). Die Ortschaft gehört zum Ortsteil Agathaberg und liegt auf einer Höhe von 285 m ü. NHN.

## Lage und Beschreibung
Niedergaul liegt östlich des Hauptorts an der Kreuzung der Landstraßen L302 und L284.
Nachbarorte sind neben Wipperfürth selbst, Herzhof, Sassenbach, Nagelsbüchel, Stillinghausen, Kleinscherkenbach und Roppersthal.
Niedergaul liegt am Zusammenfluss des Gaulbachs mit dem Pasbach.

## Geschichte
1443 wurde der Ort das erste Mal urkundlich als Goel erwähnt und zwar unter „Einkünfte und Rechte des Kölner Apostelstiftes“. In Niedergaul stand das Rathaus der in der Zeit von 1808 bis Ende 1974 selbständigen Gemeinde Klüppelberg. Niedergaul wird als bedeutsamer Kulturlandschaftsbereich beschrieben, als einer der ältesten Standorte von Textilfabriken in Wipperfürth (frühes 19. Jahrhundert). Dazu gehören das Ortsbild prägende Fabrikensemble (Wollspeicher, Meisterhaus) mit zugehörigen Stauteichen, der Gutshof Niedergaul (1911) und die „Weiße Villa“ (1895/96) mit Garten. Alle Gebäude liegen als Ensemble an der nach dem Unternehmer August Mittelsten Scheid benannten Straße und sind – mit Ausnahme der "weißen Villa" – gelistete Baudenkmäler der Stadt Wipperfürth.

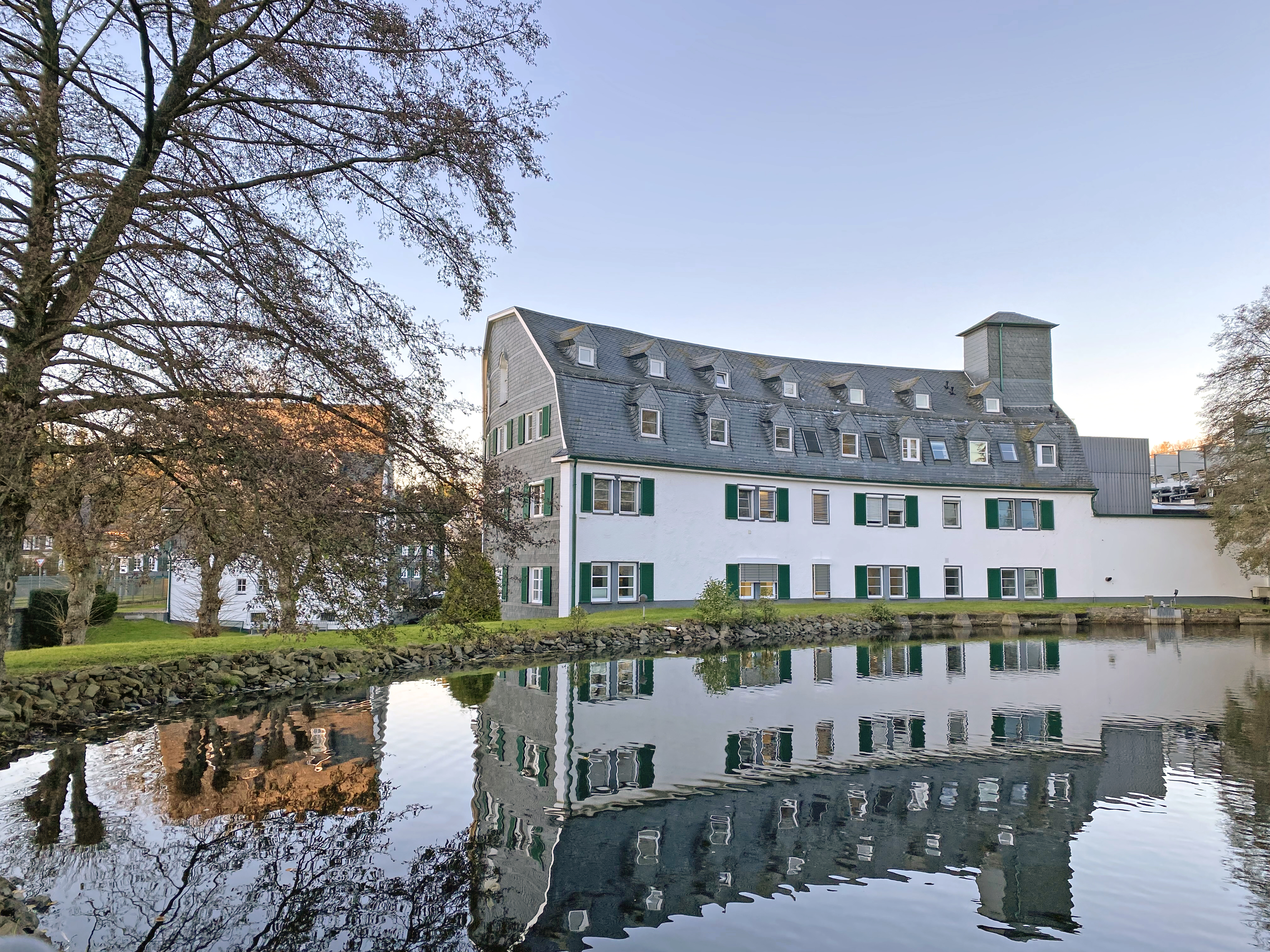
Wollspeicher und Betriebswasserteich
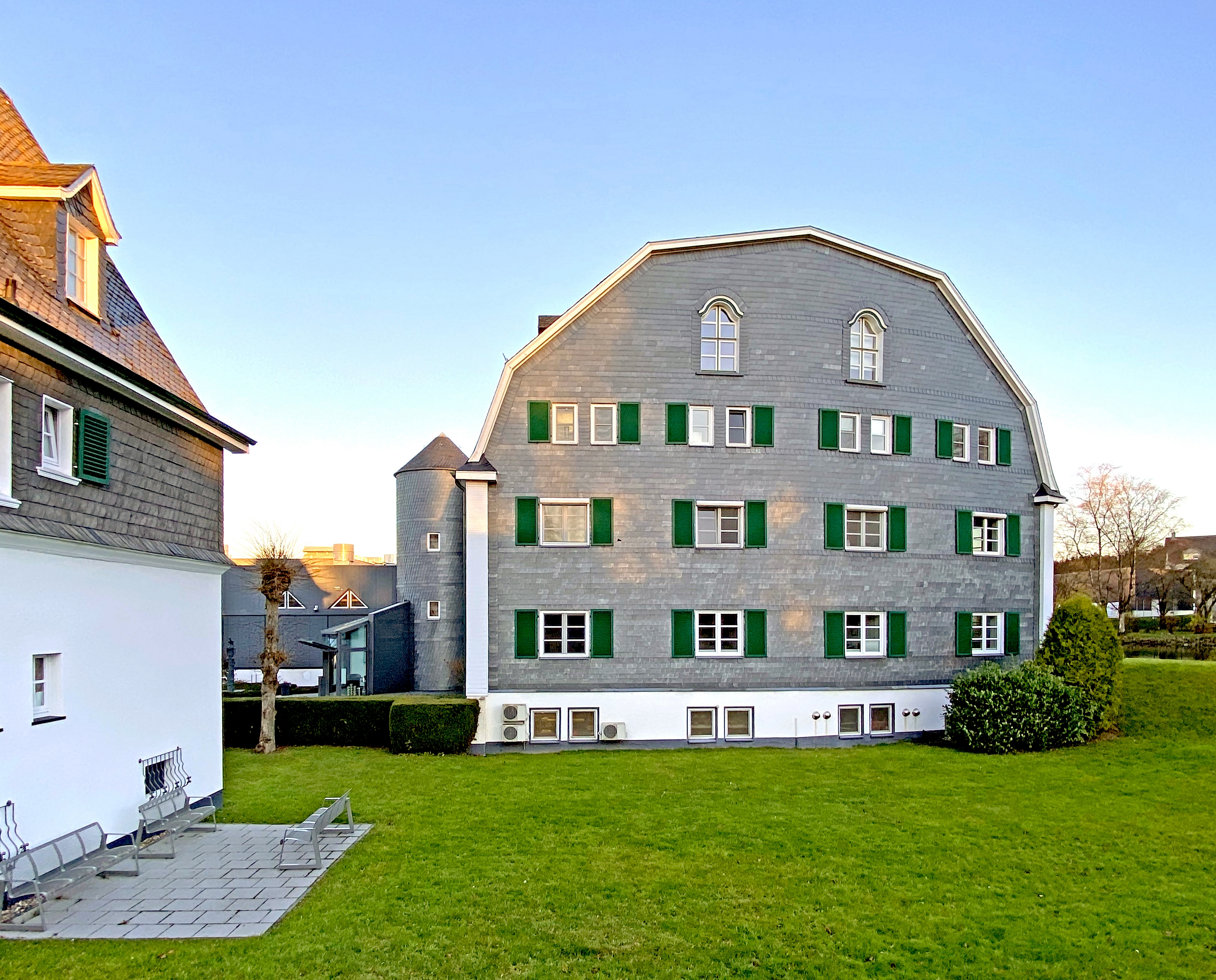
Wollspeicher
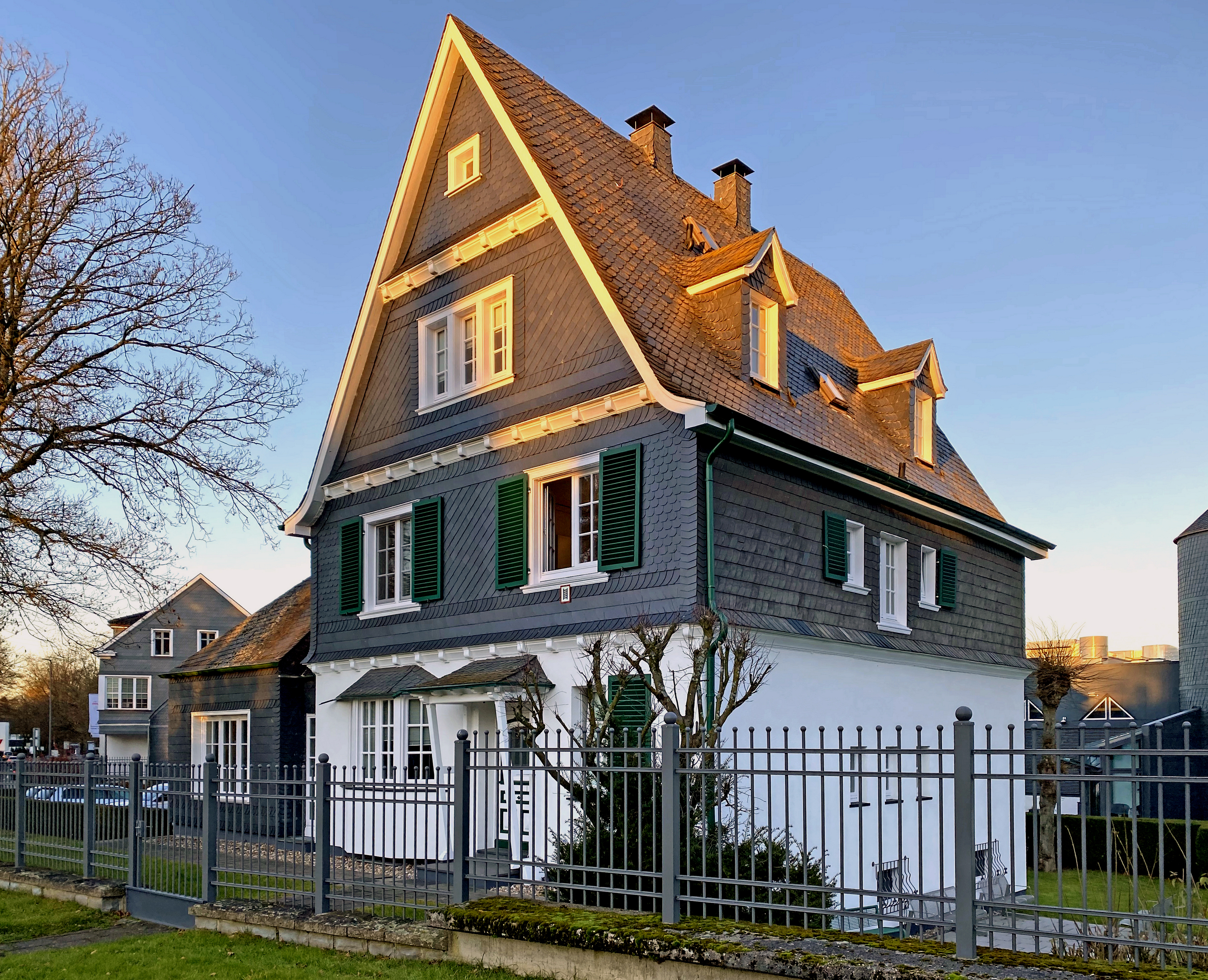
Meisterhaus
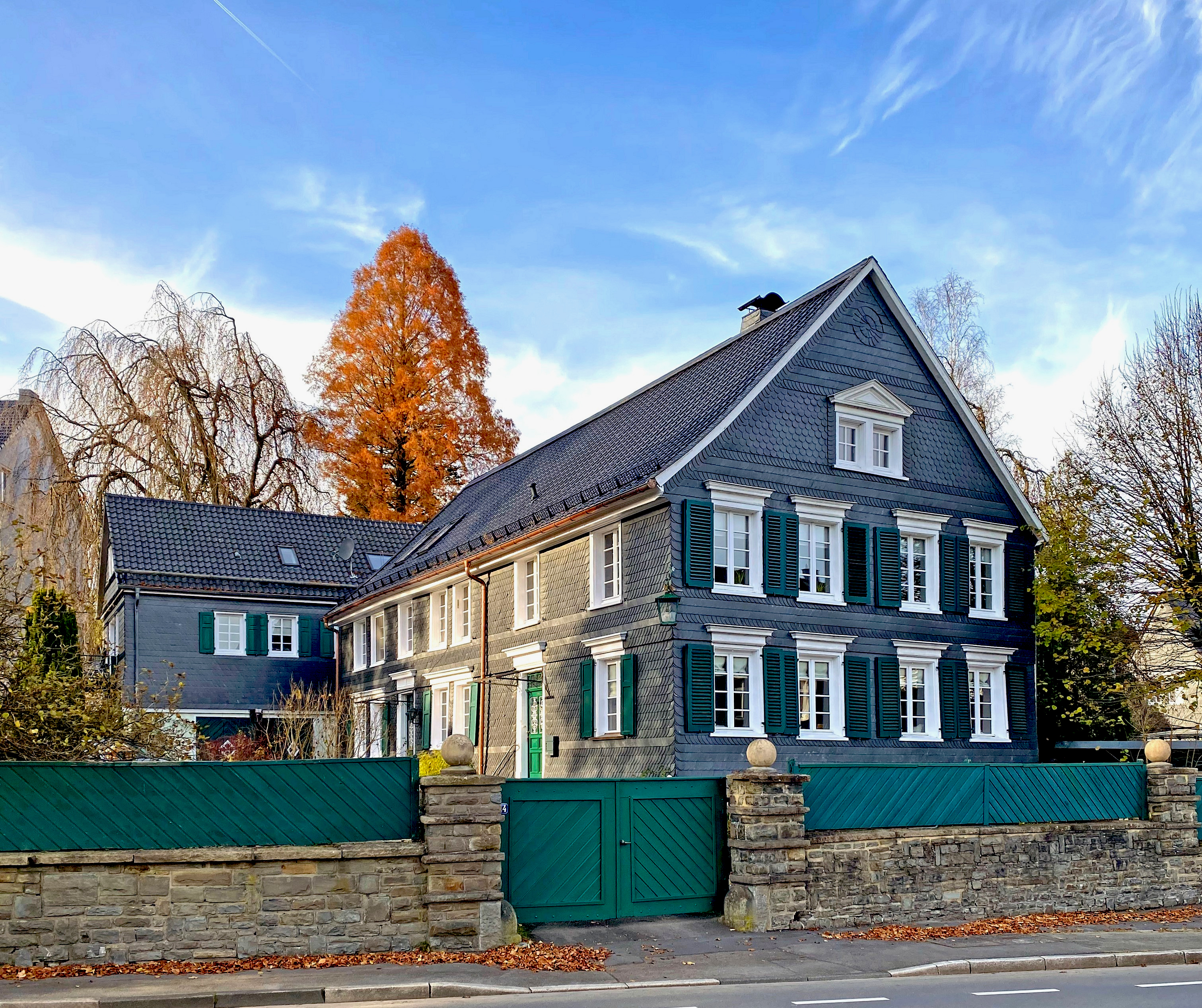
Gutshof Niedergaul
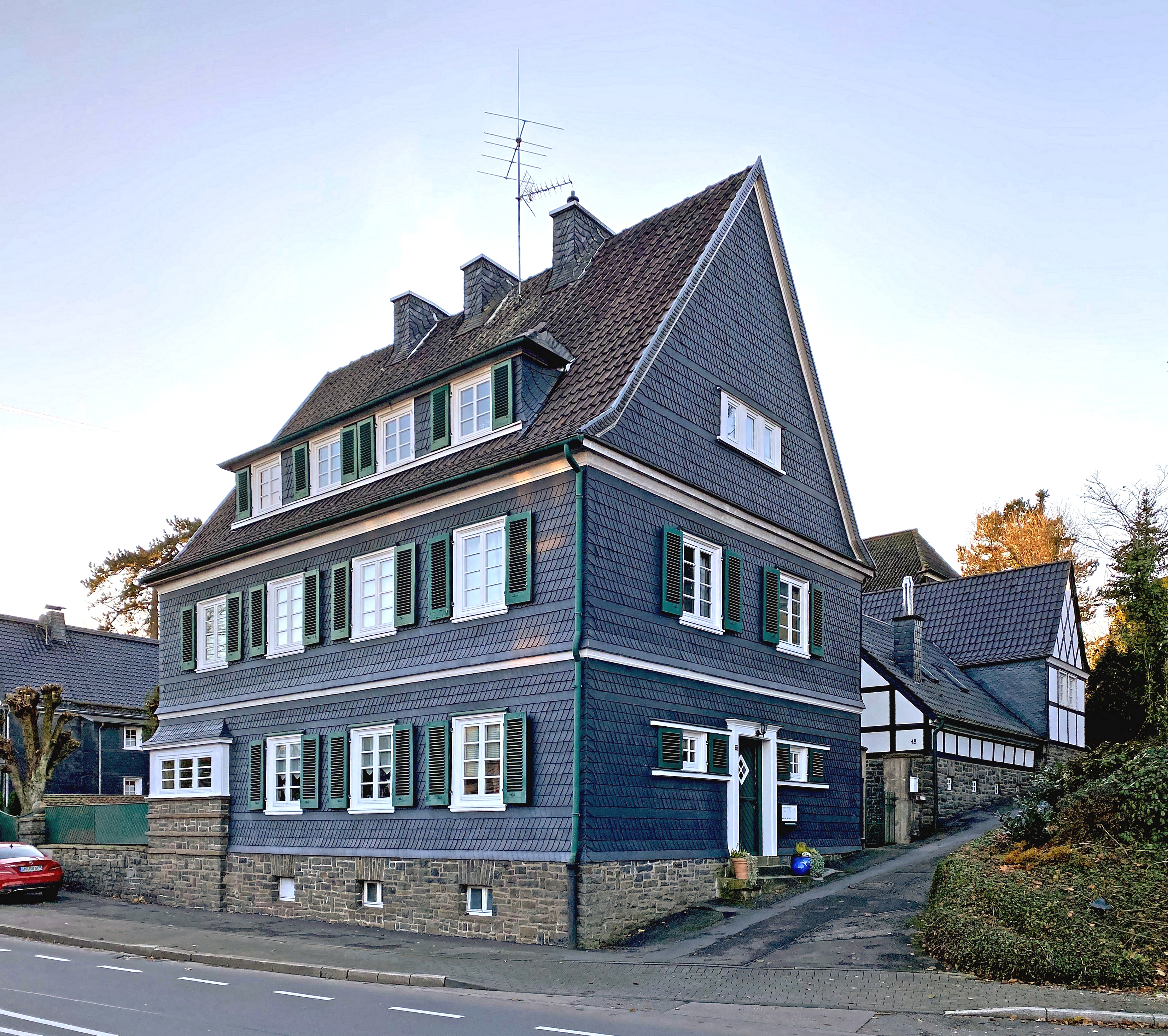
Gutshof Niedergaul
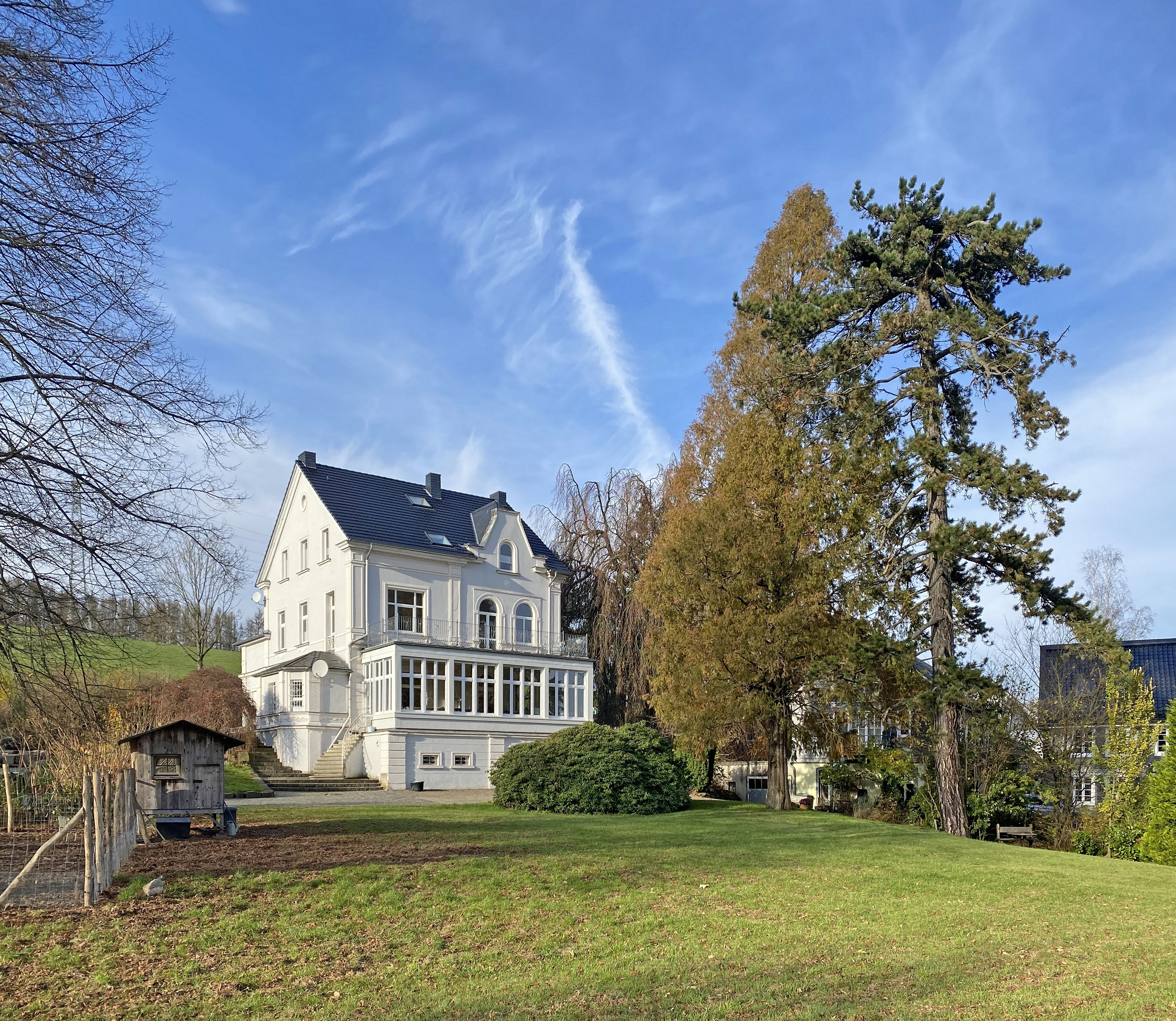
"Weiße Villa"

## Busverbindungen
Haltestelle Niedergaul:
- 333 Wipperfürth – Dohrgaul – Frielingsdorf – Engelskirchen Bf. (OVAG, Mo–So, kein Abend- und Nachtverkehr)
- 406 Niedergaul – Abstoß – Peffekoven – Kürten (KWS, an Schultagen, eine Fahrt täglich)